# Хажлях (гмина)
Хажлях (пол. Hażlach) — сельская гмина (волость) в Польше, входит как административная единица в Цешинский повет, Силезское воеводство. Население — 9708 человек (на 2004 год).

## Демография
| Перепись                       | Всего   | Всего | Женщины | Женщины | Мужчины | Мужчины |
| ------------------------------ | ------- | ----- | ------- | ------- | ------- | ------- |
| Единицы                        | человек | %     | человек | %       | человек | %       |
| Население                      | 9708    | 100   | 4950    | 51      | 4758    | 49      |
| Плотность населения (чел./км²) | 198     | 198   | 101     | 101     | 97,1    | 97,1    |

## Соседние гмины
1. Цешин
2. Гмина Дембовец
3. Гмина Струмень
4. Гмина Зебжидовице
5. Чехы